# Khoid
Les Khoids ou Khoïts (mongol : mongol : ᠬᠣᠢᠳ, MNS : Хойт ou Хойд ; chinois : 辉特部 ; pinyin : huītèbù) sont une maison aristocratique mongole de l'époque des dynasties Ming et Qing, dont le nom de famille est (mongol : ᠶᠡᠬᠡ ᠮᠢᠩᠭᠠᠨ, ikmingγ+a ; 伊克明安氏, yīkèmíngān shì). Les annales mongoles (《萨拉图吉》（大黄册）) leur donnent comme origine un peuple des forêts oïrat. Leurs ancêtres, Khudukhbich (忽都合毕齐, hūdūhébìqí, parfois traduit 忽都合别乞, hūdūhébièqǐ), a pour descendance deux fils, Yunalech (亦纳勒赤, yìnà lèchì (Hada)) et Tülech (脱劣勒赤, tuōliè lèchì). Les dernières années de la dynastie Ming, ils nomadisent dans la région du mont Altaï et sont rattachés aux Dörbets, contrôlant les quatre oïrates. Après que les Torguts se aient migré vers l'Ouest, les Khoïds ont migré vers la région du Tavbakhatai (zh) (chinois : 塔尔巴哈台 ; pinyin : tǎěrbāhātái), remplaçant les Torguts et intégrant les quatre maisons Oïrats. Une partie s'est déplacée au Qinghai. Pendant la dynastie Qing, ils se sont fermés, pour devenir la Mongolie extérieure zasag (札萨克, zhásàkè, ᠵᠠᠰᠠᠭ).

### Vidéographie
- (ru) Baasanjav Terbish, « Sanj Khoyt, About the Khoyt », Apollo, University of Cambridge,‎ 2017 (DOI 10.17863/CAM.17736, lire en ligne)